# Waggeryds IK
Der Waggeryds Idrottsklubben ist ein schwedischer Sportverein aus dem südschwedischen Ort Vaggeryd. Der Verein ist vor allem für seine Fußballmannschaft, die mehrere Jahre in der zweithöchsten schwedischen Spielklasse auflief, und die mehrfach erstklassig antretende Bandymannschaft bekannt. 

## Geschichte
Im April 1920 gegründet, spielte Waggeryds IK zunächst nur im unterklassigen schwedischen Ligabereich. 1934 stieg die Mannschaft erstmals in die dritte Liga auf, in der sie sich alsbald im vorderen Ligabereich etablierte. Am Ende der Spielzeit 1940/41 erreichte sie mit zwei Punkten Vorsprung auf IK Tord aus Jönköping den Staffelsieg und erreichte über Erfolge in der anschließenden Aufstiegsrunde die zweite Liga. In der Division 2 Västra platzierte sich der Klub im ersten Jahr vor Deje IK, Karlstads BIK und Skara IF und blieb somit der Klasse erhalten. Im folgenden Jahr belegte die Mannschaft jedoch mit nur einem Saisonsieg abgeschlagen den letzten Tabellenplatz. Nach dem Abstieg aus der zweiten Liga folgte als Tabellenletzter der direkte Absturz in die Viertklassigkeit.
Waggeryds IK kehrte 1952 in die Drittklassigkeit zurück, wo sich die Mannschaft auf Anhieb im vorderen Tabellenbereich festsetzte. Nach einer Vizemeisterschaft 1954 hinter Nybro IF profitierte sie im folgenden Jahr von einer Aufstockung der zweiten Liga, so dass mit demselben Ergebnis hinter Husqvarna IF die Rückkehr in die Division 2 gelang. Nach einem siebten Tabellenrang im ersten Jahr spielte der Klub in der Spielzeit 1956/57 zeitweise um den Aufstieg in die Allsvenskan mit. Mit etwas Abstand hinter dem Göteborger Klub Örgryte IS und IF Elfsborg aus Borås erreichte der Klub den dritten Tabellenplatz. Obwohl Zweitligist, stellte die Mannschaft zudem im Oktober bei einem Länderspiel der schwedischen Nationalmannschaft gegen Dänemark mit Sven Eliasson, Göran Lindblad und Lennart Nilsson drei Nationalspieler. Der Erfolg ließ sich nicht bestätigen, die Mannschaft rutschte in den folgenden Spielzeiten in den hinteren Tabellenbereich. Reichte es zunächst noch zum Klassenerhalt, beendete der Klub 1960 die Saison trotz in 22 Spielen geschossener 51 Saisontoren mit einem Punkt Rückstand auf Billingsfors IK und Fässbergs IF auf einem Abstiegsplatz.
Zunächst spielte Waggeryds IK um den Wiederaufstieg, wobei der Klub manches Mal nur knapp scheiterte. 1963 setzte sich beispielsweise in einem engen Zweikampf Gnosjö IF mit dem besseren Torverhältnis durch. Nach einer weiteren Vizemeisterschaft in der anschließenden Spielzeit rutschte der Klub zunehmend in der Liga ab. 1967 folgte letztlich der erneute Abstieg in die Viertklassigkeit. Nach einem Aufschwung zu Beginn der 1970er Jahre, als die Mannschaft teilweise erst in der Aufstiegsrunde die Rückkehr verpasste, stürzte der Klub 1977 kurzzeitig in den unteren Ligabereich ab.
Nach dem Wiederaufstieg 1981 hielt sich Waggeryds IK bei einer Ligareform 1986 in der Viertklassigkeit. Bereits im folgenden Jahr kehrte die Mannschaft als Sieger der Division 3 Nordöstra Götaland ins dritte Spielniveau zurück. Hier spielte die Mannschaft gegen den Abstieg und rettete sich zweimal lediglich aufgrund des besseren Torverhältnisses vor dem Abstieg. Die Spielzeit 1991 wurde zum Debakel. In der Frühjahrsmeisterschaft noch nach drei Siegen und drei Unentschieden Vorletzter vor Åtvidabergs FF blieb die Mannschaft im Herbst ohne Punktgewinn. Als Tabellenletzter mit lediglich sechs geschossenen Toren trat der Klub den Gang in die vierte Liga an.
Nach dem Abstieg in die fünfte Liga 1994 verabschiedete sich Waggeryds IK zwei Jahre später mit dem Gang in die Sechstklassigkeit aus dem höherklassigen schwedischen Fußball. Die Bandymannschaft spielte 1942 respektive 1963/64 für eine Spielzeit in der höchsten Spielklasse, verpasste aber jeweils den Klassenerhalt.